# Danh sách đĩa nhạc của JYP Entertainment
Đây là danh sách đĩa nhạc của JYP Entertainment từ năm 2006 đến nay.
| Phát hành   | Tựa đề                   | Nghệ sĩ | Định dạng                        | Ngôn ngữ   |
| ----------- | ------------------------ | ------- | -------------------------------- | ---------- |
| 25 tháng 1  | Sad Tango                | Rain    | Single album, digital download   | Nhật Bản   |
| 23 tháng 3  | Thanks                   | J-Lim   | Full album, digital download     | Tiếng Anh  |
| 11 tháng 5  | Nunmulsaem               | Byul    | Full album, digital download     | Tiếng Hàn  |
| 7 tháng 6   | Free Way                 | Rain    | Single album, digital download   | Tiếng Nhật |
| 6 tháng 9   | Move On                  | Rain    | Single album, digital download   | Tiếng Nhật |
| 13 tháng 9  | Early Works              | Rain    | Album tổng hợp, digital download | Tiếng Nhật |
| 16 tháng 9  | Eternal Rain             | Rain    | Full album, digital download     | Tiếng Nhật |
| 14 tháng 10 | Rain's World             | Rain    | Full album, digital download     | Tiếng Hàn  |
| 15 tháng 11 | 12 Months, 32 Days Later | Byul    | Digital download                 | Tiếng Hàn  |
| 22 tháng 12 | Rain's World Repackaged  | Rain    | Full album, digital download     | Tiếng Hàn  |

| Phát hành    | Tựa đề            | Nghệ sĩ        | Định dạng                      | Ngôn ngữ |
| ------------ | ----------------- | -------------- | ------------------------------ | -------- |
| February 13  | The Wonder Begins | Wonder Girls   | Single album, digital download | Korean   |
| April        | Her Story         | Byul           | Full album, digital download   | Korean   |
| April 27     | It's Not Love     | Wonder Girls   | Digital download               | Korean   |
| September 13 | The Wonder Years  | Wonder Girls   | Single album, digital download | Korean   |
| October 8    | Before I Go       | J-Lim          | Full album, digital download   | Korean   |
| November 19  | Back To Stage     | Park Jin Young | Full album, digital download   | Korean   |
| December 10  | Stupid            | Wonder Girls   | Digital download               | Korean   |